# Turrisipho lachesis
Turrisipho lachesis is een slakkensoort uit de familie van de Buccinidae. De wetenschappelijke naam van de soort is voor het eerst geldig gepubliceerd in 1869 door Mörch.